# Бернацкий, Владимир Александрович
Владимир Александрович Бернацкий (25 мая 1879 — 30 апреля 1931) — русский военный деятель и педагог, полковник, директор Одесского кадетского корпуса (1917—1920).

## Биография
В службу вступил в 1896 году после окончания Нижегородского кадетского корпуса. В 1899 году после окончания Константиновского артиллерийского училища по I разряду произведён в  подпоручики и выпущен в 35-ю артиллерийскую бригаду. В 1901 году произведён в поручики, в 1905 году в штабс-капитаны.
В 1906 году после окончания  Александровской военно-юридической академии по I разряду произведён за отличие в науках в капитаны с назначением и.д. офицера-воспитателя Симбирского кадетского корпуса. С 1908 года офицер-воспитатель Первого кадетского корпуса. С 1909 года и.д. заведующего судной частью ГУВУЗ. В 1912 году за отличие по службе произведён в подполковники с утверждением в должности.
В 1915 году за отличие по службе произведён в полковники. С 1916 года инспектор классов, с 1917 года директор Одесского кадетского корпуса.
После Октябрьской революции с 1919 года в Белой армии в составе ВСЮР продолжал исполнять обязанности директора корпуса. В 1920 году после эвакуации Белой армии остался в Одессе, служил в РККА — заведующий учебной частью Одесской технической школы. С 1924 года сотрудник Осоавиахима. В 1931 году арестован по Делу «Весна», обвинялся в руководстве контр-революционной деятельности, вредительстве, подготовке вооруженного восстания, связях с украинскими националистами. Расстрелян 30 апреля 1931 года в Одессе.